# Ottelia
Ottelia es un género  de plantas acuáticas de la familia Hydrocharitaceae. Es originario de África tropical hasta Rusia oriental y Australia, Brasil y norte de Argentina. Comprende 67 especies descritas y de estas, solo 17 aceptadas.

## Descripción
Son hierbas sumergidos,  perennes, glabras, monoicas o dioicas con tallos cortos, sin estolones. Las hojas radicales, con peciolo con revestimiento, lineales, lanceoladas, ampliamente ovadas a suborbiculares, cordadas o reniformes, basalmente cuneadas, truncadas o cordadas, obtusas, apiculadas en el ápice. Flores unisexuales o bisexuales, las femeninas y las hermafroditas solitarias, sésiles, estaminadas, actionomorficas. Espatas tubulares, bífidas, elípticas u ovaladas, ± prominentemente 5-6 acanaladas o 2-10 de alas, alas con margen ondulado-, rara vez espinoso, pedunculados, pedúnculo ángulo. Sépalos 3, lineares, oblongas u ovadas, verde, con margen membranoso, persistente. Pétalos 3, oblongos, ovales a orbiculares, mucho más largo y más ancho que los sépalos, basalmente ± carnosas, de color blanco o de varios colores. Carnosa la fruta, oblonga, atenuada en la punta, con muchas semillas, con 6-válvas, incluidas. Semillas diminutas, oblongas o fusiformes.

## Taxonomía
El género fue descrito por Christiaan Hendrik Persoon y publicado en Synopsis Plantarum 1: 400. 1805. La especie tipo es: Ottelia alismoides

## Especies aceptadas
A continuación se brinda un listado de las especies del género Ottelia aceptadas hasta septiembre de 2014, ordenadas alfabéticamente. Para cada una se indica el nombre binomial seguido del autor. abreviado según las convenciones y usos.
- Ottelia acuminata (Gagnep.) Dandy
- Ottelia alismoides (L.) Pers.
- Ottelia balansae (Gagnep.) Dandy
- Ottelia brachyphylla (Gürke) Dandy
- Ottelia brasiliensis (Planch.) Walp.
- Ottelia cordata (Wall.) Dandy
- Ottelia cylindrica (T.C.E.Fr.) Dandy
- Ottelia emersa Z.C.Zhao & R.L.Luo
- Ottelia exserta (Ridl.) Dandy
- Ottelia fischeri (Gürke) Dandy
- Ottelia kunenensis (Gürke) Dandy
- Ottelia lisowskii Symoens
- Ottelia luapulana Symoens
- Ottelia mesenterium (Hallier f.) Hartog
- Ottelia muricata (C.H.Wright) Dandy
- Ottelia ovalifolia (R.Br.) Rich.
- Ottelia scabra Baker
- Ottelia ulvifolia (Planch.) Walp.
- Ottelia verdickii Gürke ex De Wild.